# Pterolophia cervina
Pterolophia cervina är en skalbaggsart som beskrevs av J. Linsley Gressitt 1939. Pterolophia cervina ingår i släktet Pterolophia och familjen långhorningar. Inga underarter finns listade i Catalogue of Life.